# Beya Gille Gacha
Beya Gille Gacha née en 1990 est sculptrice. Ses œuvres font partie des collections de la Banque mondiale et du Smithsonian National Museum of African Art.

## Biographie

### Enfance et éducation
Gacha est née à Paris, elle est issue d'une mère camerounaise et d'un père français. Elle étudie à l'École du Louvre avant de partir en 2013 pour fonder NÉFE, un collectif d'artistes.

### Carrière
Gacha associe les arts plastiques, y compris le dessin, à l'écriture. Aujourd'hui, le perlage des surfaces de sculptures figuratives sert de marque de fabrique à l'artiste.
Elle s'appuie sur la pratique ancestrale présente sur des prairies ouest camerounaises. Cette pratique consiste à envelopper les figures sculptées et les objets domestiques de perles de verre. Ces perles, parfois en provenance de République tchèque, évoquent à la fois son héritage Bamileke et le commerce de longue date des perles qui unit l'Afrique à l'Europe et à l'Asie. Pour l'artiste, le perlage des figures et des parties du corps met en lumière des connexions mondiales sous-représentées tout en offrant une focalisation humaniste qui attire l'attention sur la valeur individuelle de chaque être humain et son expérience personnelle,,.
Son travail a été présenté dans des expositions à Dakar, Marrakech, Paris, Rome et Stockholm, et se trouve dans la collection de la Banque mondiale et du Smithsonian National Museum of African Art.